# Byåsen
Byåsen er en bydel i Trondheim, Norge. Den omfatter en række områder sydvest for byen på skråningen op mod Gråkallen. Alle områderne, som ligger på vestsiden af Nidelven og nord for Granåsen, regnes til Byåsen. Byåsen er præget af forstadsbebyggelse med få virksomheder og få butikker. De fleste som bor her arbejder i andre dele af Trondheim. Trikklinjen Gråkallbanen går gennem Byåsen (endestation på Lian). 
Byåsen er kendt for kvindehåndboldholdet med samme navn, men har også mange kendte langrendstjerner. Tor Arne Hetland er medlem i Byåsen Idrettslag. Ole Einar Bjørndalen, Lars Berger og Frode Estil har tidligere været med i samme klub.
Byåsen har mange populære turområder i Bymarka.